# Allocharopa erskinensis
Allocharopa erskinensis é uma espécie de gastrópode  da família Charopidae.
É endémica da Austrália.